# ハラルド・クヤート
ハラルド・クヤート（独: Harald Kujat、1942年3月1日- ）は、ドイツの軍人。ドイツ連邦空軍に所属し、2000年から2002年にかけて連邦軍総監を、2002年から2005年までは北大西洋条約機構（NATO）軍事委員会議長を歴任した。最終階級は大将。

## 経歴
西プロイセンのミールケに生まれる。父は第二次世界大戦で出征し戦死。母と3人の兄弟と共に赤軍の進撃からキールに逃れた。ハノーファー近郊で育ち、キールの中等学校を卒業。アビトゥーア合格後の1959年にドイツ連邦空軍に入隊。1962年、ハンブルク市大洪水の際の出動の功績によりメダルを授与された。1965年10月、少尉に任官。操縦士訓練を受け下士官養成教官、小隊長、中隊長代理、人事士官などを務める。1968年に中尉に昇進し、1971年に大尉に昇進。
1972年から1975年、ゲオルク・レーバー国防相（ドイツ社会民主党）の副官を務める。1974年に少佐に昇進。1975年から1977年、ハンブルクのドイツ連邦軍大学空軍課程（20期）で学び修了。1977年からハンス・アーペル国防相の参謀将校および副官としてボンの国防省に勤務。同年北部空軍支援群作戦参謀となる。1978年から1980年、国防省部隊統率本部に空軍基本作戦参謀として勤務。1979年4月、中佐に昇進。ついで連邦首相府で安全保障政策・戦略担当補佐官となる。1985年に部隊勤務に復帰し、第1空軍育成連隊第II大隊長。
1988年、ローマの北大西洋条約機構（NATO）防衛大学（第72期）を修了。同年10月、大佐に昇進。翌年ブリュッセルのNATO本部西ドイツ代表部の参事官（NATO空軍部隊計画担当）に就任。1990年、国防省参謀部核兵器・軍縮担当首席補佐官。1992年9月に准将に昇進。1992年より1995年までNATO本部ドイツ代表団副団長および参謀長を務める。1995年4月、少将に昇進し国防省参謀部第III部（軍事政策）部長に就任。翌年モンスにあるNATO司令部で和平履行部隊協力センター長を務める。1996年10月、NATO国際参謀本部副部長に就任。
1998年11月、中将に昇進し、翌年1月にルドルフ・シャーピング国防相（ドイツ社会民主党）より国防省計画部長に任命された。国防相より防衛政策の長期計画の諮問を受ける役職であるが、同時に徴兵制問題や連邦軍改革問題など、連邦軍制服組首脳の抵抗を少なくするためのポストであるとも指摘されている。ハンス＝ペーター・フォン・キルヒバッハ連邦軍総監の辞任に伴い、2000年6月に連邦軍総監に任命され、7月に大将に昇進した。2002年にペーター・シュトルック新国防相が就任すると、クヤートの後任の計画部長だったヴォルフガング・シュナイダーハンが後任の連邦軍総監となった。同年NATO軍事委員会委員長に就任。2005年6月、ベルリンでシュトルック国防相により栄誉式典が行われ、退役した。
家族は妻と3人の子供。趣味は写真と乗馬。

## キャリア

### 軍階級
- 1965年10月29日 - 少尉
- 1968年4月1日 - 中尉
- 1971年1月21日 - 大尉
- 1974年10月29日 - 少佐
- 1979年4月1日 - 中佐
- 1988年10月1日 - 大佐
- 1992年9月30日 - 准将
- 1995年4月1日 - 少将
- 1998年11月10日 - 中将
- 2000年7月1日 - 大将

### 栄典
- ドイツ連邦共和国功労勲章大功労十字章
- ドイツ連邦軍金十字章（英語版）
- ハンブルク市参事会勲章 - 1962年受章

### 外国栄典
- フランス レジオンドヌール勲章コマンドゥール
- ポーランド ポーランド共和国功労勲章コマンダーズ・クロス（英語版）
- マルタ Xirka Ġieħ ir-Repubblika
- アメリカ合衆国 レジオン・オブ・メリット勲章
- エストニア 一等鷲十字勲章（英語版）
- NATO NATO勲功章（英語版）
- ハンガリー ハンガリー共和国功労勲章軍事部門 コマンダーズ・クロス（英語版）
- ベルギー レオポルド勲章大綬章（英語版）
- ポーランド ポーランド陸軍章金章（英語版）